# Brama Ziębicka w Grodkowie
Brama Ziębicka − brama miejska w zachodniej części Grodkowa, przy ul. Warszawskiej.

## Historia
Została wzniesiona najprawdopodobniej w pierwszej połowie XIV wieku i odnowiona w XIX i XX wieku. Została zbudowana z cegły o układzie polskim, otynkowana z nowszym wejściem przy ziemi. Z każdej strony wieży znajdują się po dwa okienka strzelnicze. Korona bramy jest zbudowana z półkolistych płytek połączonych trójkątami, a na postumentach sterczyny zwieńczone trójkątnie, ujęte po bokach elementami ćwierćkolistymi.